# Жовтень 2007
Жовтень 2007 — десятий місяць 2007 року, що розпочався у понеділок 1 жовтня та закінчився у середу 31 жовтня.

## Події
- 5 жовтня — триразова олімпійська чемпіонка, чотириразова чемпіонка світу в спринті Меріон Джонс (США) визнала, що вживала допінг протягом сіднейської олімпіади, на якій завоювала 5 медалей.
- 13 жовтня — вибух газу в житловому будинку Дніпропетровська.
- 20 жовтня — збірна ПАР стала чемпіоном світу з регбі, перемігши у фіналі збірну Англії 15:6.
- 21 жовтня — вибори до Парламенту Польщі.
- 23 жовтня — президент США Джордж Буш оголосив надзвичайний стан у семи округах штату Каліфорнія у зв'язку з триваючими там сильними лісовими пожежами.
- 24 жовтня — з невідомих причин різко, в півмільйона разів, збільшилася яскравість короткоперіодичної комети Холмса.
- 25 жовтня — аеробус А-380 здійснив перший комерційний рейс.